# Виньо, Винсент дю
Винсент дю Виньо́ (англ. Vincent du Vigneaud; 18 мая 1901, Чикаго — 11 декабря 1978) — американский биохимик.

## Молодые годы, образование
Винсент дю Виньо родился в Чикаго. По происхождению он был французом, сыном Альфреда дю Виньо, изобретателя и конструктора машин, и Марии Терезы дю Виньо. Он учился в средней школе Карла Шульца в Чикаго, которую окончил в 1918 году. Когда он учился в первом классе школы, два его друга пригласили Винсента проводить химические эксперименты в их домашней лаборатории. Они получали химические реактивы от аптекаря и проводили эксперименты, связанные с получением серосодержащих взрывчатых веществ. Это было его первым знакомством с наукой. В то время шла Первая мировая война, и на фермы требовалась молодежь. Выпускникам средней школы была предложена возможность весной поработать на фермах, и получить дипломы в июне. Юный Винсент работал всю весну и лето на ферме возле Каледонии в штате Иллинойс. Он очень гордился тем, что мог вручную подоить двадцать коров. Винсент решил стать фермером, однако его старшая сестра Беатрис помогла ему изменить своё решение и предложила поступить в Иллинойсский университет в Урбана-Шампейн для изучения химии. Он последовал её совету и получил диплом химика-технолога в 1923 году.
У молодого дю Виньо не было денег, а ему надо было окончить университет и магистратуру. Он перебирал овощи, собирал яблоки, работал в библиотеке, разливал газированную содовую воду — вот неполный перечень его занятий в то время. Однако наиболее оплачиваемой работой для него была работа метрдотелем. Однажды, во время работы официантом, Винсент увидел хорошенькую рыжую девушку и сказал одному из своих коллег: «Это женщина, на которой я собираюсь жениться», и они действительно поженились. Молодую девушку звали Зелла Зон Форд. Её специальностью был английский язык, но когда они с Винсентом познакомились поближе, то он узнал, что она берет уроки математики и химии. Хотя она окончила университет со специальностью английский язык, она знала химию достаточно хорошо, так что после их свадьбы в июне 1924 года, она смогла преподавать химию в средней школе.
Одним из профессоров, оказавших значительное влияние на молодого дю Виньо, был Карл Шипп Марвел. Дю Виньо был потрясен его лекциями и исследовательской программой и решил писать магистерскую диссертацию под его руководством. Будучи студентом, Винсент дю Виньо все более интересовался взаимодействием органической химии и биохимии. Он слушал углубленные курсы биохимии Г. Б. Льюиса и диетолога В. С. Розе, чьи работы по изучению пищеварения белых крыс позже оказали влияние на некоторые исследования метаболизма самого дю Виньо. Он получил степень магистра в 1924 году, позже работал некоторое время с доктором Вальтером Карром в центральном военном госпитале в Филадельфии. Весной 1925 года дю Виньо получил приглашение от профессора Джона Р. Мурлина поступить в медицинскую школу Рочестерского университета для работы над химией инсулина, и он принял это предложение. В 1927 году дю Виньо защитил диссертацию по теме «сера в инсулине», получив степень доктора философии. В последний год своего пребывания в Рочестере он получил премию Национального научно-исследовательского совета, которая позволила ему после защиты диссертации продолжить обучение с Джоном Джекобом Абелем, профессором фармакологии в медицинской школе при университете Дж. Хопкинса. Здесь, в сотрудничестве с Оскаром Винтерштайнером и Гансом Йенсеном он продолжил изучение инсулина. Получение второй премии позволило дю Виньо выезжать за границу. Он познакомился с пептидным синтезом в лаборатории Макса Бергмана в институте Общества кайзера Вильгельма (Дрезден, Германия), и пробыл некоторое время у профессора Георга Барджера в Эдинбургском университете (Великобритания).

## Научная и преподавательская деятельность
Имея достаточно оборудования, чтобы начать независимые исследования, дю Виньо в 1929 году занял должность на кафедре физиологической химии в своей alma mater в Иллинойсе. Биохимия стала его избранной областью, и у него появилась возможность иметь собственных дипломников. В 1932 году в возрасте 31 года дю Виньо стал профессором и заведующим кафедрой биохимии в медицинской школе при университете Дж. Вашингтона в Вашингтоне. Ему было жаль покидать выдающуюся кафедру в Урбане, где он провел три счастливых года, и таких великих профессоров, как Адамс, Марвел, Шринер и Фусон — химиков-органиков, и профессора Розе — биохимика, однако возможность иметь большую независимость была решающей. Винсент дю Виньо оставался в университете Джорджа Вашингтона до 1938 года, когда он был приглашен возглавить кафедру биохимии медицинского колледжа Корнеллского университета в Нью-Йорке, которую прежде занимал Стенли Р. Бенедикт. В 1967 году Винсенту дю Виньо был присвоен почётный статус и он возглавил кафедру химии Корнеллского университета в Итаке.

### Исследования инсулина
Абель закристаллизовал инсулин в 1926 году, и затем Йенсен, Винтерштайнер и дю Виньо изучили состав кислотных гидролизатов кристаллического гормона. Несмотря на довольно примитивные методы, доступные в то время, было установлено присутствие в гидролизате цистина и других разнообразных аминокислот. На этом основании был сделан вывод о том, что инсулин является белком. Позже дю Виньо высказывался по этому поводу: «Сейчас может показаться странным говорить о работе, доказывающей белковую природу инсулина, потому что в настоящее время то, что гормон может быть белком, или то, что белок может быть гормоном, является общеизвестным фактом, однако в то время (1928 год) эта точка зрения была принята неохотно». На мысль того времени сильное влияние оказывали концепции химической природы ферментов Р.Вильштеттера, считалось, что ферменты состоят из малой функциональной части — кофермента, и белкового носителя.

### Исследования серосодержащих аминокислот
Многие из работ дю Виньо по промежуточному метаболизму касались образования цистеина в организме животных и метаболического взаимоотношения между метионином, цистеином, гомоцистеином, цистатионином и холином. Он назвал реакции, лежащие в основе процессов метаболизма транссульфурированием и трансметилированием. Было известно, что включение в рацион крыс, находящихся на бесцистеиновой диете, метионина, поддерживало их развитие. Розе показал, что метионин — независимая аминокислота в рационе крыс. Короче говоря, организм крыс способен синтезировать цистеин, но метионин — неспособен. В 1931 году, обрабатывая метионин концентрированной серной кислотой, дю Виньо обнаружил новую серосодержащую кислоту. Это соединение было старшим симметричным гомологом цистина, и он назвал его гомоцистином. Позже он обнаружил, что восстановленная форма этой аминокислоты — гомоцистеин — важное метаболическое соединение. По наблюдениям дю Виньо, гомоцистеин также поддерживает рост крыс, находящихся на диете с нехваткой цистина. Эти наблюдения указывали на метаболическое взаимодействие метионина и гомоцистеина, была предложена гипотеза, что деметилирование метионина может быть стадией биосинтеза цистеина. Дю Виньо синтезировал L-цистатионин, в котором углеродные цепи цистеина и гомоцистеина соединяются одним атомом серы, и обнаружил, что это соединение также поддерживало рост крыс на диете, бедной цистеином. Это наблюдение свидетельствовало о том, что организм крысы был способен разрывать тиоэфирную связь с образованием цистеина.
Дальнейшие наблюдения, основанные на изучении печеночных срезов in vitro, показали, что цистатионин не превращается в гомоцистеин. Добавление к печеночным срезам смеси гомоцистеина и серина привело к 60 % переходу серы гомоцистеина в цистеин, что служило серьезным доказательством того, что гомоцистеин является интермедиатом образования цистатионина. Дю Виньо применил новые технологии введения радиоактивных меток для изучения превращения метионина в цистеин. Он синтезировал рацемический метионин, меченный по бета и гамма положениям изотопом 13С и содержащих изотоп 34S, и скормил это соединение крысам. Крыс выбрили перед началом эксперимента, и остригли шерсть по истечении 38 дней после начала эксперимента. Цистин, выделенный из шерсти, содержал 34S, но не содержал 13С. Исходя из результатов этого эксперимента, был сделан вывод, что только сера, но не углеродная цепь метионина, использовалась в процессе биосинтеза цистеина. Поэтому был сделан окончательный вывод о том, что в организме крысы синтез цистеина из метионина включает стадию деметилирования с образованием гомоцистеина, который далее конденсируется с серином с образованием цистатионина. Последний разрезается с образованием цистеина и альфакетобутиратной (2-оксобутановой) кислоты. Суть состоит в том, что превращение метионина в цистеин включает перенос серы метионина на серин. Этот процесс благодаря дю Виньо получил название транссульфурирования. Ученый сделал наблюдение, что холин — соединение богатое метильными группами, может выступать в качестве донора последних в процессе превращения гомоцистеина в метионин. Это привело к появлению концепции трансметилирования и понятию подвижных метильных групп.

### Исследования биотина
Поль Дьёрдь попросил дю Виньо помочь установить химическую природу биотина печени, который Дьёрдь назвал витамин H. У крыс, получавших рацион, содержащий большое количество сырых яичных белков в качестве источника белка, развивался тяжёлый дерматит и нервные расстройства, и они погибали, если условия не изменялись. Определённые продукты питания, такие как печень и дрожжи, содержат вещество, способное предотвратить и излечить эти расстройства. Целебный фактор Дьёрдь назвал витамином H (от немецкого слова haut, обозначающее кожу). Биотин, фактор роста дрожжей, был выделен из яичных желтков Кёглом и Тёнисом. Дю Виньо, Дьёрдь и сотрудники смогли вылечить синдром яичного белка (дефицит витамина H) при помощи чистого биотина Кёгла, продемонстрировав, что витамин H и биотин являются одним и тем же соединением. Биотин был выделен из экстрактов печени и молока в Корнеллских лабораториях, и была установлена его химическая структура. Структура, установленная дю Виньо и сотрудниками, была подтверждена химическим синтезом в лабораториях Мерка. Биотин, впервые обнаруженный как фактор роста дрожжей, оказался важным витамином млекопитающих.

### Исследования пенициллина
Вторая мировая война прервала работы лаборатории, и дю Виньо был приглашён в Военный комитет медицинских исследований, чтобы присоединиться к учёным США и Англии для совместных усилий по работе над химией пенициллина. Корнеллская лаборатория внесла значительный вклад в изучение химии пенициллина. Возможно, наиболее важным результатом являлся синтез микроколичеств антибиотика, и доказательство его идентичности с природным соединением.

### Исследования гормонов задней доли гипофиза
Работы дю Виньо над гормонами задней доли гипофиза окситоцином и вазопрессином начались в 1932 году и продолжились до 1940 года, когда они были прерваны Второй мировой войной, однако в это время основными направлениями лаборатории были метаболические аспекты транссульфурирования и трансметилирования, и дю Виньо считал работу над гормонами задней доли гипофиза своим хобби. Определённые результаты были достигнуты в методах очистки гормонов, преимущественно с использованием методик осаждения и электрофореза, но наиболее важными были некоторые предварительные наблюдения, позволившие предположить, что окситоцин и вазопрессин являются производными цистина. Во время войны стали доступны новые методики, что сильно повлияло на проект по изучению гормонов задней доли гипофиза. Непосредственную важность представляла методика противоточного распределения Крейга, опубликованная в 1944 году, и методика колоночной хроматографии с крахмалом Мура и Штайна для количественного разделения смесей аминокислот кислотного гидролизата белка в микромасштабах. Дю Виньо вернулся к изучению гормонов задней доли гипофиза в 1947 году. Качественный состав окситоцина был установлен по анализу кислотного гидролизата по методике Мура-Штайна. Циклическая природа гормона была доказана окислением пероксомуравьиной кислотой и последующим анализом гидролизата, который показал наличие цистиновой кислоты. Цикл замыкался путём образования дисульфидной связи между двумя остатками цистеина. Структура окситоцина была установлена по динитрофторбензольному методу Сенгера и сочетанием метода Эдмана с анализом частичных кислотных гидролизатов. После установления структуры ученый подтвердил её синтезом. Подвергнутый восстановлению натрием в жидком [аммиак]е, окситоцин превращался в вещество с открытой цепью — окситоцеин. Во время работ над окситоцином также была определена структура вазопрессина аналогичным способом. Структура аргининового вазопрессина оказалась очень похожей на окситоцин. Этот гормон имеет такую же кольцевую структуру как окситоцин, но содержит две аминокислотные замены. Изолейцин заменен фенилаланином, и лейцин заменен аргинином. Лизиновый вазопрессин содержит лизин вместо аргинина. Открытия дю Виньо, связанные с окситоцином и вазопрессином, имели фундаментальную значимость. Впервые было продемонстрировано, что замена определенных аминокислотных остатков в последовательности физиологически активного пептида, может вызвать существенные изменения в биологическом поведении.

## Нобелевская премия
Получение Нобелевской премии по химии в 1955 году «за выделение, структурную идентификацию и общий синтез циклического пептида, окситоцина», было безусловным триумфом дю Виньо. В ответ на поздравительное письмо он ответил, что действительной радостью от получения премии является разделение счастья друзьями, особенно с теми, с кем прошел исследовательский путь.

## Болезнь и смерть
Научная карьера профессора дю Виньо внезапно прервалась, когда он перенес инсульт в 1974 году. Он умер 11 декабря 1978 года. Его жена Зелла ушла из жизни годом ранее. Винсент дю Виньо оставил после себя сына и дочь, они стали медиками.

## Особенности характера, интересные факты
В дополнение к своим выдающимся научным достижениям, Винсент дю Виньо был прекрасным учителем и лектором. Один из его сотрудников, Клаус Хофман, впоследствии вспоминал, что лекции дю Виньо студентам были интересными и хорошо подготовленными. Он подчеркивал важность преподавания и говорил, что преподавание важнее исследований. Было истинным удовольствием слушать его презентации, которые были также тщательно подготовлены и отрепетированы, как его научные статьи. Его лаборатория была удивительно хорошо организована. Так как он был очень занятым человеком, и не всегда доступным для консультации, он изобрел систему цветных полосок для общения с ним. Розовая полоска — для предложения новых идей и новых исследовательских подходов, зелёная полоска — для того, чтобы доложить результаты исследований, и, наконец, белая полоска обозначала запрос на микроанализ. Больше всего дю Виньо любил зеленые полоски. Он хотел, чтобы каждый исследователь в группе давал их ему каждую неделю. И он читал их с большим вниманием. Дю Виньо говорил, что когда ему представляли набор результатов исследований, то он был в курсе всех экспериментов, так как бы он сам каждый день принимал участие в этих исследованиях. Многие сотрудники поражались его памятью на детали в каждом исследовательском докладе, даже по прошествии месяцев и лет, он мог вспомнить подробности, имеющие отношение к рассматриваемой проблеме. Теперь становится понятной роль зеленых полосок! В лаборатории никто не сидел без дела, и тяжелая работа была ежедневной нормой. Студенты-дипломники должны были проводить несколько вечеров в неделю в лаборатории, также часть воскресенья, и письменные работы часто выполнялись до поздней ночи. Профессор дю Виньо жил в пригороде Нью-Йорка, но он снимал прекрасно меблированную комнату на кафедре, где он проводил много ночей в неделю. Были вечера, когда он приглашал в гости своих сотрудников. Раскуривая сигару, которую он грациозно держал между своими сильными пальцами, дю Виньо разливал безалкогольные напитки и обсуждал последние результаты исследований. Для дю Виньо был характерен критический подход к лабораторным результатам. Каждая возможная сторона проекта долго обсуждалась, а новые подходы и идеи, способные прояснить проблему глубоко изучались. Статьи писались вместе с сотрудниками, выполняющими работу. При обсуждении присутствовала секретарша, которая набирала во время дискуссии последнюю версию. Прежде чем шеф оказывался доволен, было записано очень много версий. Безусловно, дю Виньо работал в команде и сотрудники его очень уважали. Он легко общался с людьми. Каждый год Винсент дю Виньо приглашал всю свою команду к себе домой в Скарсдейл на пикник с софтболом и другими мероприятиями".

## Почести и награды

### Научные степени
- Степень бакалавра, Иллинойсский университет, 1923
- Степень магистра, Иллинойсский университет, 1924
- Ph.D. (биохимия), Рочестерский университет, 1927

### Почётные степени
- Доктор наук, Нью-Йоркский университет, 1955
- Доктор наук, Йельский университет, 1955
- Доктор наук, Иллинойсский университет, 1960
- Доктор наук, Рочестерский и Сент-Луисский университеты, 1965

### Членства
- Национальная академия наук США, 1944[18]
- Американское философское общество, 1944
- Королевское общество Упсаллы, 1950
- Почётное членство в Королевском обществе Эдинбурга, 1954
- Почётное членство в Королевском институте Лондона, 1959

### Награды и премии
Среди наград и премий Винсента дю Виньо:
- Премия Хиллебранда, Вашингтонское химическое общество, 1936
- Медаль Николса, нью-йоркская секция, Американское химическое общество, 1945
- Премия Бордена, Ассоциация американских медицинских колледжей, 1947
- Премия Мерита за военные исследования, правительство США, 1948
- Премия Ласкера, Американская ассоциация общественного здоровья, 1948
- Мессенджеровские лекции, 1949
- Премия Осборна и Менделя, 1954
- Премия Джона Скотта, Филадельфия, 1954
- Премия Чендлера, Колумбийский университет, 1955
- Нобелевская премия по химии, 1955
- Премия Пассано, фонд Пассано, 1955
- Премия Уилларда Гиббса, Чикагская секция, Американское химическое общество, 1956
- Премия Американского врачебного колледжа, 1965

## Научные публикации
- The labile sulfur of insulin. Proc. Soc. Exp. Biol. Med., 24:547-48, 1927
- Studies on crystalline insulin. III. Further observations on the crystallization of insulin and on the nature of the sulfur linkage. The isolation of cystine and tyrosine from hydrolyzed crystalline insulin. J.Pharmacol. Exp. Then, 32:367-85, 1928
- Studies on crystalline insulin. IV. The isolation of arginine, histidine and leucine. J.Pharmacol. Exp. Then, 32:387-95, 1928
- The resolution of inactive cystine and isolation of pure dextrorotatory cystine. J. Biol. Chem.,94:243-52, 1931
- Isolation of methionine by enzymatic hydrolysis.J. Biol. Chem., 94:641-45, 1932
- The formation of a homologue of cystine by the decomposition of methionine with sulfuric acid. J. Biol. Chem., 99:135-42, 1932
- The growth-promoting properties of homocystine when added to a cystine-deficient diet and proof of structure of homocystine. J. Biol. Chem.,101:719-26, 1933
- The synthesis of homocystine. J. Biol. Chem., 111:393-98, 1935
- The chemistry and metabolism of compounds of sulfur. Annu. Rev. Biochem., 5:159—80, 1936
- The synthesis of Di-N-methylhomocystine and N-methylmethionine and a study of their growth-promoting ability in connection with a cystinedeficient diet. J. Biol. Chem., 116:277-84, 1936
- The chemistry and metabolism of the compounds of sulfur. Annu. Rev. Biochem., 6:193-210, 1937
- The differential migration of the pressor and oxytocic hormones in electrophoretic studies of the untreated press-juice of the posterior lobe of the pituitary gland. J. Biol. Chem., 123:485-89
- The ability of homocystine plus choline to support growth of the white rat on a methionine-free diet. J. Biol. Chem., 28:cviii, 1939
- The effect of choline on the ability of homocystine to replace methionine in the diet. J. Biol. Chem., 131:57—76, 1939
- The possible identity of vitamin H with biotin and coenzyme R. Science,91:243-45, 1940
- A further note on the identity of vitamin H with biotin. Science, 92:609, 1940
- Isolation of biotin (vitamin H) from liver. J. Biol. Chem., 140:643—51, 1941
- On the structure of biotin. J. Am. Chem. Soc, 64:188-89, 1940
- The structure of biotin. Science, 96:455-61, 1943
- Synthetic penicillin. Science, 104:431-33 1946
- Degradative studies on vasopressin and performic acid-oxidized vasopressin. J. Biol. Chem., 205:133-43, 1953
- Natural and synthetic oxytocin. Obstet. Gynecol., 6:254—57, 1955
- The synthesis of lysine vasopressin. J. Am. Chem. Soc, 79:5572-75, 1957
- Experiences in the polypeptide field: Insulin to oxytocin. Ann. N.Y. Acad. Sci., 88:537-48, 1960
- The concept of transmethylation in mammalian metabolism and its establishment by isotopic labeling through in vivo experimentation. In: Transmethylation and Methwnine Biosynthesis, ed. Shapiro and Schlenk, pp. 1–20. Chicago: University of Chicago Press, 1965
- Hormones of the mammalian posterior pituitary gland and their naturally occurring analogues. Johns Hopkins Med. J., 124:53-65, 1968